# ابن الحطاب
أبو العباس أحمد بن إبراهيم بن أحمد بن الحطاب الرازي الشافعي المعروف بـابن الحطّاب (- 491 هـ) عالم مسلم ومحدث وفقيه شافعي المذهب، سكن مصر.

## سيرته
طلب العلم وهو صغير، وحج سنة أربع عشرة وأربعمئة، ودخل اليمن وقدم دمشق مع أبيه وسمع بها، وسمع بمصر شعيب بن عبد الله بن المنهال وطبقته، ثم سمع ولده من ابن حمصة، وابن الطفال، وعدة، سنة إحدى وأربعين وأربعمئة، وسمع هو بدمشق من علي بن السمسار، وتلا القرآن على الحسين بن عامر، وتلا بمكة بروايات على أبي عبد الله الكارزيني، وانتقل إلى الإسكندرية أثناء القحط قرب سنة 460 هـ، وقرؤوا عليه كثيرًا، وكتب عنه الحافظ أبو زكريا البخاري، ومكي الرميلي، وغيث الأرمنازي، وعبد المحسن الشيحي، وسمع عليه ابنه أبو عبد الله الشاهد الكثير بالإسكندرية وبمصر. قال عنه أبو طاهر السلفي: «كان من الثقات، خيرا، كثير المعروف».
يقول ابنه: «كان أبي في سكرة الموت وهو يقول لي: ما لي حسرة إلا أني أموت، ولم يؤخذ عني ما سمعته على الوجه الذي أردته». توفي سنة 491 هـ.